# Магнолія китайська (пам'ятка природи)
Магно́лія кита́йська — ботанічна пам'ятка природи місцевого значення в Україні. Розташована в межах міста Дрогобича Львівської області, на вулиці І. Франка, 16. 
Площа 0,01 га. Статус надано 1984 року. 
Статус надано з метою збереження одного екземпляру магнолії. 
- Поруч розташована ботанічна пам'ятка природи — «Оцтове дерево».

## Світлини

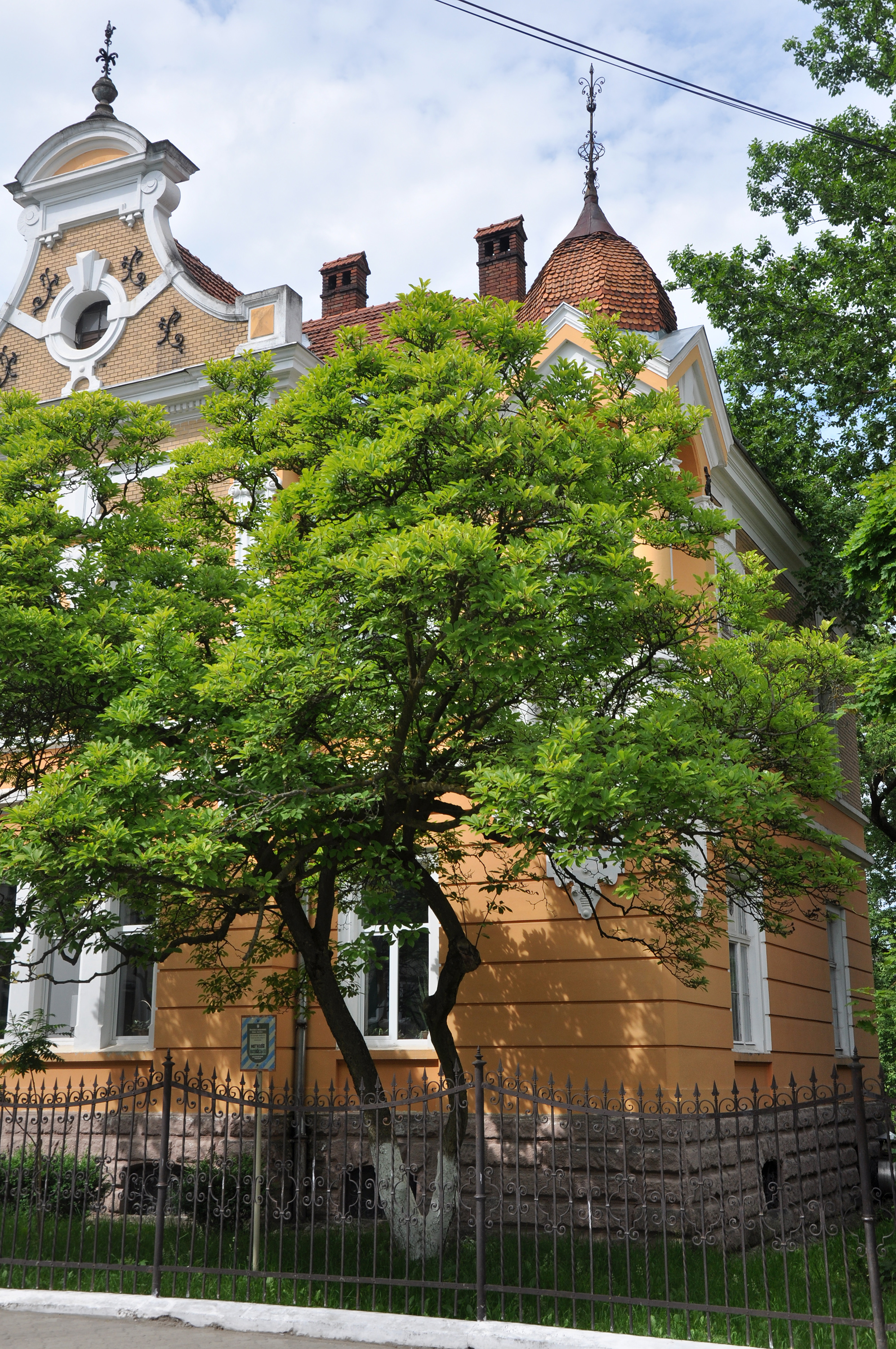
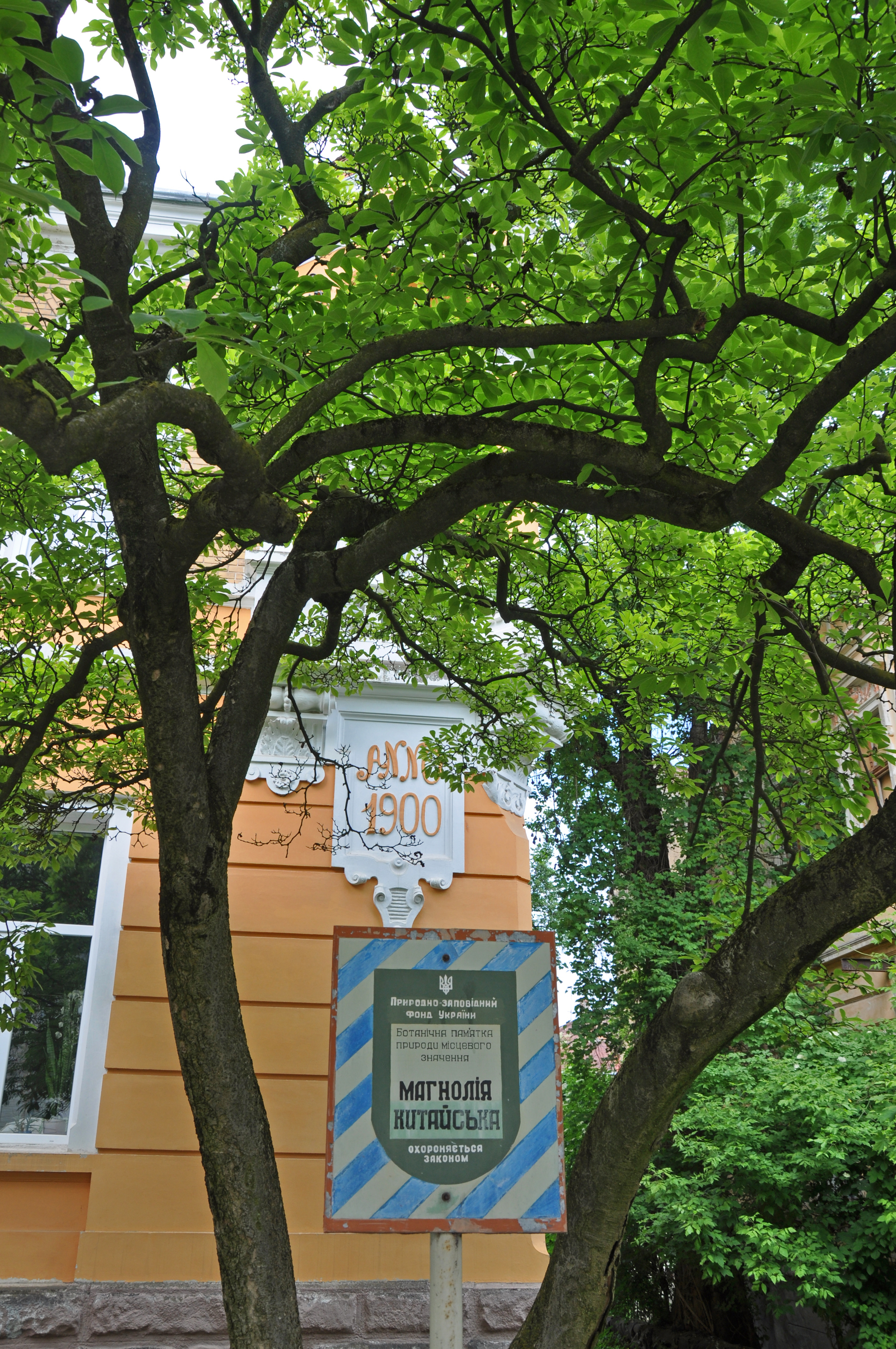